# Morgan Johansson (fotbollsspelare)
Morgan Johansson, född 13 maj 1954, är en svensk före detta fotbollsspelare. Han spelade i Allsvenskan för Halmstads BK 1974–1975 och gjorde totalt 32 allsvenska matcher och 1 mål. Han fostrades i Smögens IF och flyttade till Halmstad i samband med militärtjänstgöring på I 16. Han återvände till Smögens IF efter tiden i HBK och gjorde totalt 358 A-lagsmatcher för klubben.